# Zawisza (kanonik krakowski)
Zawiszaⓘ (wzmiankowany 1214) – kanonik krakowski, świadkujący na dokumencie biskupa krakowskiego Wincentego Kadłubka dla klasztoru bożogrobców w Miechowie datowanym na 15 sierpnia 1214. Być może był jednym z herbowych Porajów, być może był młodszym bratem Jakuba, wojewody sandomierskiego.